# Гай Катий Марцел
Гай Катий Марцел (на латински: Gaius Catius Marcellus) e политик и сенатор на Римската империя през 2 век.
През 153 г. Марцел е суфектконсул заедно с Квинт Петиедий Гал.